# Campsicnemus darvazicus
Campsicnemus darvazicus är en tvåvingeart som beskrevs av Stackelberg 1947. Campsicnemus darvazicus ingår i släktet Campsicnemus och familjen styltflugor. Inga underarter finns listade i Catalogue of Life.